# Министарство телекомуникација и информисања Републике Србије
Министарство телекомуникација и информисања је настало 2022. године изменама и допунама закона о министарствима, уједињавањем сектора телекомуникација и информисања из дотадашњих министарстава за трговину, туризам и телекомуникације и за културу и информисање.

## Надлежности
Министарство је по Закону о министарствима надлежно за:
- систем јавног информисања
- праћење спровођења закона у области јавног информисања
- праћење делатности страних информативних установа, страних средстава јавног информисања, дописништава и дописника у Републици Србији
- информисање националних мањина
- регистрацију страних информативних установа и пружање помоћи у раду страним новинарима и дописницима
- учешћа у регионалним пројектима
- област телекомуникација, односно електронских комуникација и поштанског саобраћаја
- уређење и безбедност у области електронских комуникација и поштанског саобраћаја
- инспекцијски надзор
- утврђивање стратегије и политике развоја електронских комуникација и поштанског саобраћаја
- организовање финансијске и техничке контроле
- међународне послове у области електронских комуникација и поштанског саобраћаја
- мере за подстицање истраживања и развоја у области електронских комуникација и поштанског саобраћаја
- утврђивање предлога плана намене радио-фреквенцијских опсега и доношење плана расподеле радио фреквенција
- одлучивање о условима за издавање појединачних дозвола за коришћење радио-фреквенција
- утврђивање списка основних услуга електронских комуникација (универзални сервис) које треба да пруже оператори
- предлагање политике и стратегије развоја информационог друштва
- припрему закона, других прописа, стандарда и мера у области електронског пословања
- мере за подстицање истраживања и развоја у области информационог друштва
- припрему закона, других прописа, стандарда и мера у области информационог друштва и информационо-комуникационих технологија
- примену информационо-комуникационих технологија
- пружање информационих услуга
- развој и функционисање информационо-комуникационе инфраструктуре
- развој и унапређење академске, односно образовне и научноистраживачке рачунарске мреже
- заштиту података и информациону безбедност
- међународне послове у области информационог друштва
- стварање услова за приступ и реализацију пројеката који се финансирају из средстава претприступних фондова Европске уније, донација и других облика развојне помоћи из надлежности тог министарства
- остале послове у складу са законима